# Aptostichus pennjillettei
Espèce
Aptostichus pennjillettei est une espèce d'araignées mygalomorphes de la famille des Euctenizidae.

## Distribution
Cette espèce est endémique du Nevada aux États-Unis,. Elle se rencontre dans les comtés de Clark et de Nye.

## Étymologie
Cette espèce est nommée en l'honneur de Penn Jillette.

## Publication originale
- Bond, 2012 : Phylogenetic treatment and taxonomic revision of the trapdoor spider genus Aptostichus Simon (Araneae, Mygalomorphae, Euctenizidae). ZooKeys, no 252, p. 1-209 (texte intégral).

## Sources
- (en) World Spider Catalog : Aptostichus pennjillettei Bond, 2012 dans la famille Euctenizidae +base de données (consulté le 6 octobre 2013)